# Phytomyza brunnea
Phytomyza brunnea är en tvåvingeart som beskrevs av Carl Gustav Alexander Brischke 1881. Phytomyza brunnea ingår i släktet Phytomyza och familjen minerarflugor.
Artens utbredningsområde är Polen. Inga underarter finns listade i Catalogue of Life.